# Li Geliang
Li Geliang (* 6. September 1981 in Changchun) ist ein ehemaliger chinesischer Skilangläufer.

## Werdegang
Li startete international erstmals bei den Winter-Asienspielen 2003 in der Präfektur Aomori. Dort errang er den 12. Platz über 10 km klassisch und gewann mit der Staffel die Bronzemedaille. Seine besten Platzierungen bei der Winter-Universiade 2005 in Seefeld in Tirol waren der 23. Platz im Sprint und der neunte Rang mit der Staffel und bei den Nordischen Skiweltmeisterschaften 2005 in Oberstdorf der 36. Platz im Sprint und der 17. Rang mit der Staffel. Im Februar 2005 lief er in Reit im Winkl seine ersten Weltcuprennen, welche er auf dem 80. Platz über 15 km Freistil und auf dem 59. Rang im Sprint beendete. Nach Platz drei im Sprint beim Far-East-Cup in Changchun zu Beginn der Saison 2005/06 holte er beim Wasalauf mit dem 24. Platz seine ersten Weltcuppunkte. Dies war zugleich seine beste Einzelplatzierung im Weltcup. Beim Saisonhöhepunkt, den Olympischen Winterspielen 2006 in Turin, lief er auf den 62. Platz über 15 km klassisch, auf den 48. Rang im 50-km-Massenstartrennen und zusammen mit Tian Ye auf den 19. Platz im Teamsprint. Zudem errang er zusammen mit Xia Wan, Zhang Chengye und Zhang Qing den 15. Platz in der Staffel. In seiner letzten aktiven Saison 2006/07 kam er beim Weltcup in Changchun mit dem 28. Platz im Sprint nochmals in die Punkteränge und gewann dort bei den Winter-Asienspielen 2007 erneut die Bronzemedaille mit der Staffel. Zudem errang er dabei den 14. Platz im Sprint und den sechsten Platz über 30 km Freistil. Bei den Nordischen Skiweltmeisterschaften 2007 in Sapporo kam er auf den 99. Platz übr 15 km Freistil, auf den 56. Rang im Skiathlon und zusammen mit Wang Songtao auf den 17. Platz im Teamsprint. Außerdem belegte er dort zusammen mit Xia Wan, Sun Qinghai und Wang Songtao den 16. Platz in der Staffel.

## Teilnahmen an Weltmeisterschaften und Olympischen Winterspielen

### Olympische Spiele
- 2006 Turin: 15. Platz Staffel, 19. Platz Teamsprint klassisch, 48. Platz 50 km Freistil Massenstart, 62. Platz 15 km klassisch

### Nordische Skiweltmeisterschaften
- 2005 Oberstdorf: 17. Platz Staffel, 36. Platz Sprint klassisch, 40. Platz 50 km klassisch Massenstart, 71. Platz 15 km Freistil
- 2007 Sapporo: 16. Platz Staffel, 17. Platz Teamsprint Freistil, 56. Platz 15 km Skiathlon, 99. Platz 15 km Freistil